# Lachnomyrmex laticeps
Lachnomyrmex laticeps' được Feitosa, R. M. & Brandao, C. R. F. phát hiện và miêu tả năm 2008.